# Iglesia (departement)
Iglesia is een departement in de Argentijnse provincie San Juan. Het departement (Spaans:  departamento) heeft een oppervlakte van 19.801 km² en telt 6.737 inwoners.

## Plaatsen in departement Iglesia
- Angualasto
- Bella Vista
- Campanario
- Colanguil
- Colola
- El Chinguillo
- Iglesia
- Las Flores
- Maipirinqui
- Malimán
- Pismanta
- Rodeo
- Tudcum
- Zonda